# ادلای (ویرجینیای غربی)
ادلای، غرب ویرجینیا (به انگلیسی: Adlai, West Virginia) یک منطقهٔ مسکونی در ایالات متحده آمریکا است که در ویرجینیای غربی واقع شده‌است.

## خصوصیات
ادلای ۲۴۴٫۱۵ متر بالاتر از سطح دریا واقع شده‌است.